# Oluf Christian Dietrichson
Oluf Christian Dietrichson, född 31 maj 1856 i Alstadhaug, Skogns kommun (idag en del av Levangers kommun), Nord-Trøndelag fylke (idag en del av Trøndelag fylke), död 20 februari 1942 i Trondheim, Trøndelag fylke, var en norsk officer och polarforskare. Han var en av medlemmarna i Fridtjof Nansens expedition till Grönland 1888–1889.

## Biografi
Oluf Christian Dietrichson var son till Peter Wilhelm Kreidahl Dietrichson (1816–1895) och Canutte Pauline Ditlevine Olufsdatter (1820–1896). Fadern var överläkare vid sjukhuset i Levanger. Oluf hade sju syskon – fem bröder och två systrar.
Han var den förste i hembygden att ägna sig åt cykelsport och startade 1885 cykelklubben TVK i Trondheim (Trondhjem Velocipedklubb). Han var den förste utlänning som deltog i en cykeltävling i Danmark, en bantävling 1887 i Köpenhamn.
Oluf gick i sin farfars, överstelöjtnant Erasmus Dietrichsons (1762–1844), fotspår snarare än sin fars när han valde den militära banan. Som premiärlöjtnant startade han efter fransk modell den första cykelinfanterikåren i Norge. Han hade en lång militär karriär och blev så småningom generalmajor och befälhavare i Kristiansand 1918–1924.

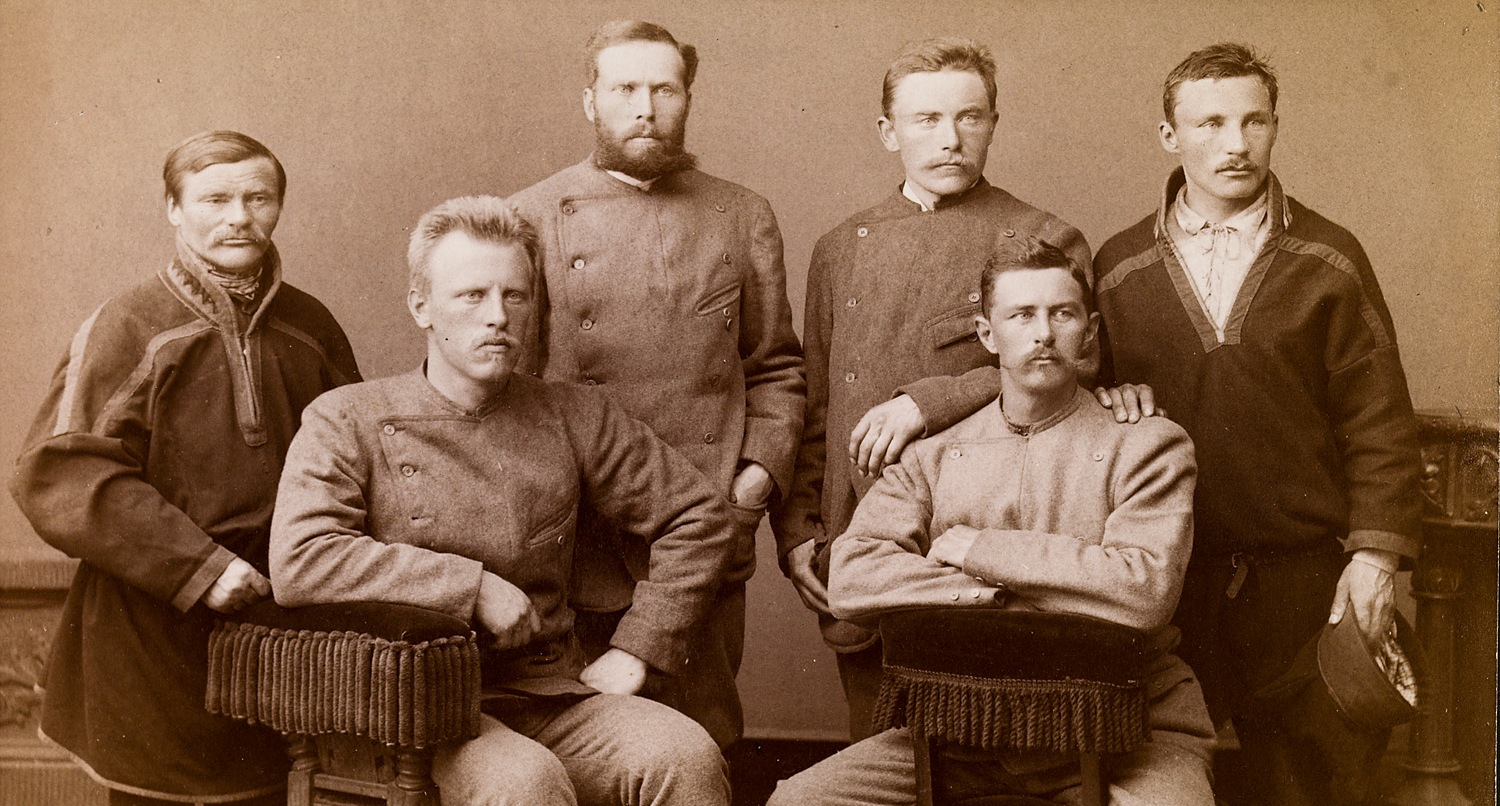
De sex medlemmarna i Grönlandsexpeditionen: Ole Nilsen Ravna, Fridtjof Nansen, Otto Sverdrup, Kristian Kristiansen (Trana), Oluf Christian Dietrichson och Samuel Balto.

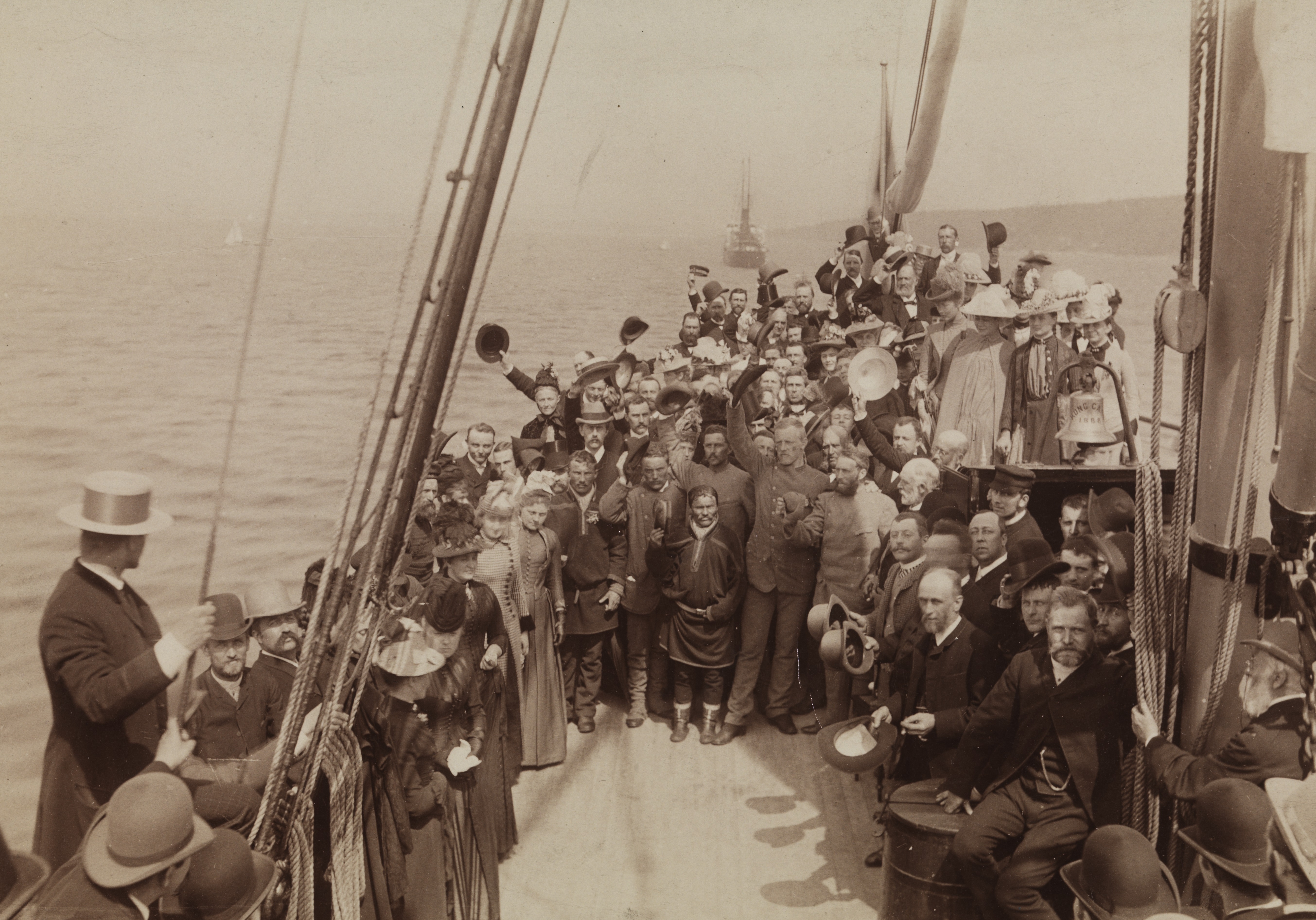
De sex medlemmarna i Grönlandsexpeditionen tillsammans med passagerare ombord på "Kong Carl" på väg hem till Kristiania 1889.

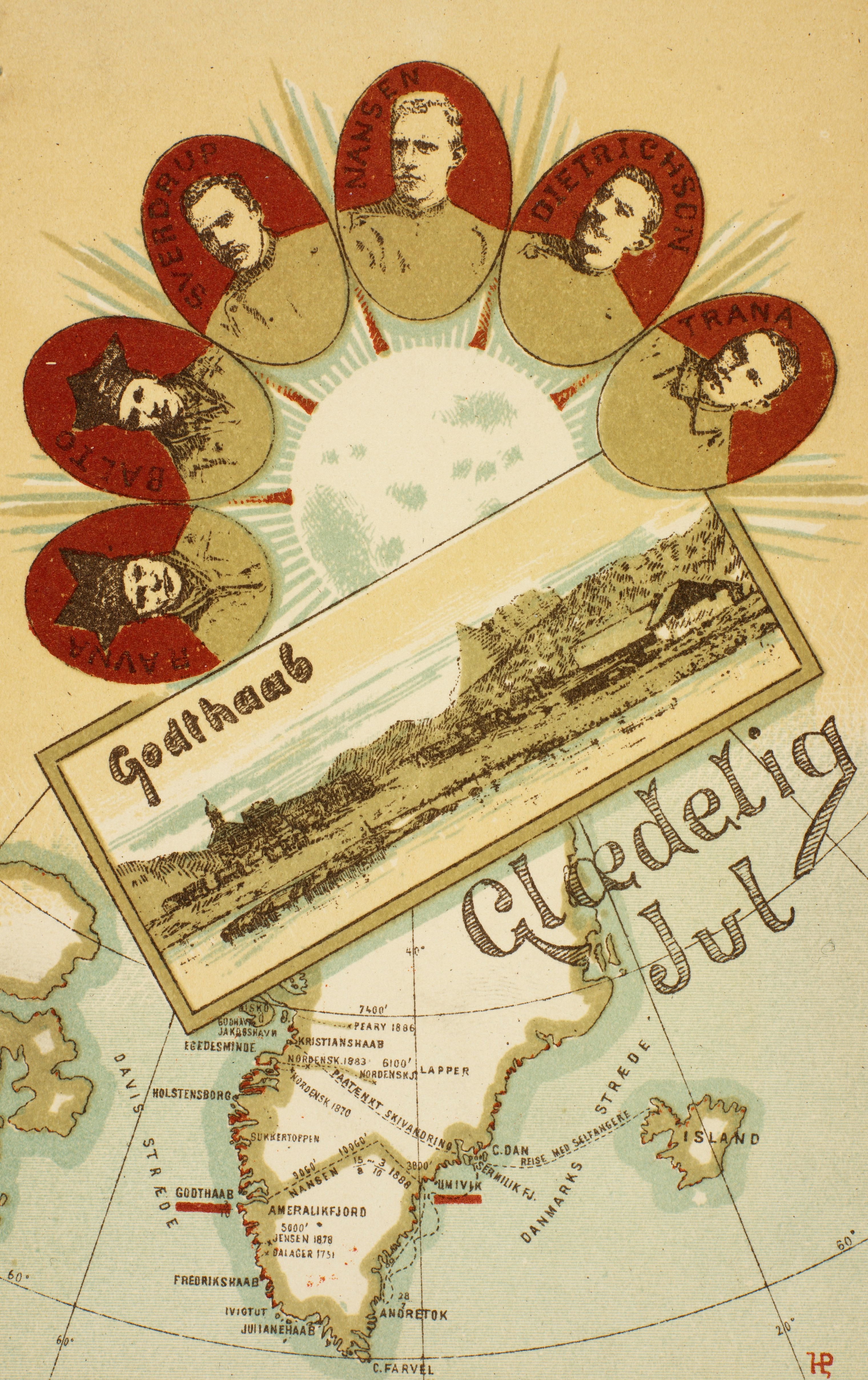
Vykort med porträtt av medlemmarna i Grönlandsexpeditionen: Ole Nielsen Ravna, Samuel Balto, Otto Sverdrup, Fridtjof Nansen, Oluf Christian Dietrichson och Kristian Kristiansen (Trana).

Han deltog i Fridtjof Nansens expedition till Grönland 1888–1889 där han ansvarade för meteorologiska mätningar och kartor. I sin ansökan till expeditionen tog han som merit upp sina skidresor i de norska fjällen, bland annat sträckorna Røros till Levanger och Tynset till Telemark, den senare över 50 mil lång. Tillsammans med Nansen försökte han, innan de lämnade Norge, lära sig grönländska med den danska skribenten och etnologen Signe Rink (1836–1909), född på Grönland, som lärare. De övriga medlemmarna i expeditionen var sjömannen och polarforskaren Otto Sverdrup, den samiske upptäcktsresanden Samuel Balto, den samiske renskötaren och äventyraren Ole Nilsen Ravna och polarforskaren Kristian Kristiansen (även kallad Trana). Expeditionen var den första att korsa Grönlands inlandsis på skidor, en sträcka från Umivik på ostkusten till Godthåb (nuvarande Nuuk) på västkusten.
När Nansens expedition anlände till Kristiania (nuvarande Oslo) 30 maj 1889 välkomnades de av en jublande folkmassa. Dietrichson fortsatte via Trondheim till Levanger där han fick ännu ett entusiastiskt välkomnande.
Oluf var farbror till piloten Leif Ragnar Dietrichson som var med Roald Amundsen 1928 när flygbåten Latham 47 försvann nära Bjørnøya (Björnön) söder om Svalbard.
Han utsågs 1936 till den första hedersmedlemmen i Norsk Polarklubb, bildad 1933.